# Aïn El Berda (distrito)
Aïn El Berda é um distrito localizado na província de Annaba, no extremo leste da Argélia. É o distrito mais populoso da província.[carece de fontes?]

## Municípios
O distrito consiste em três municípios:
- Aïn El Berda
- El Eulma
- Chorfa